# Екосело «Сім лип»

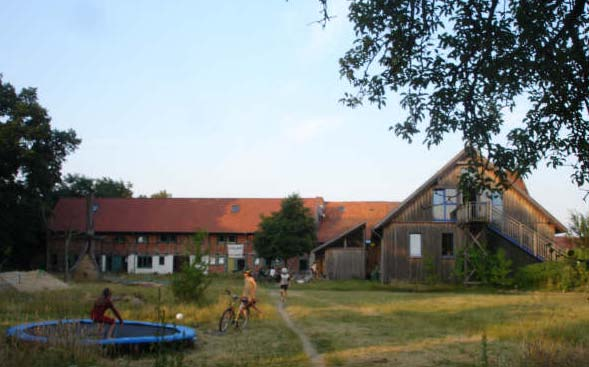
Екосело «Сім лип»

Екосело «Сім лип» (нім. Ökosiedlung Siebenlinden) — екосело в Альтмарку в землі Саксонія-Ангальт, Німеччина. Є моделлю і науково-дослідним проектом для вироблення перспективного способу життя, економіки та екології, роботи і відпочинку окремих осіб і громад, космополітичної культури та сільського життя в малих колах, щоб знайти баланс між суспільством і природою. Еко-поселення також є частиною всесвітньої мережі еко-сіл Global Ecovillage Network (GEN).

## Інтернет-ресурси
- http://www.siebenlinden.de [Архівовано 6 липня 2011 у Wayback Machine.]
- Filmdokumentation von Michael Würfel [Архівовано 18 лютого 2011 у Wayback Machine.]
- Filmdokumentation von Andreas Stiglmayr [Архівовано 3 січня 2022 у Wayback Machine.]
- Familienfoto des Ökodorfs
- Reportage über die Ernährung im Ökodorf
- http://www.zegg.de/index.php?forum [Архівовано 7 березня 2016 у Wayback Machine.]